# 支那方面艦隊
支那方面艦隊（しなほうめんかんたい、旧字体：支那方面艦隊󠄁）とは、日中戦争（支那事変）初期の1937年（昭和12年）10月に編成された、大日本帝国海軍の艦隊。支那方面艦隊の略字はCSF、遣支艦隊はCF。

## 概要
1932年（昭和7年）1月に第一次上海事変が勃発し、日本海軍は中国大陸での事変拡大に備えて第三艦隊を新編した。1937年（昭和12年）7月の盧溝橋事件が発端となって日中戦争が拡大すると同年10月20日に第四艦隊が新編され、第三艦隊と第四艦隊を統轄する支那方面艦隊も同日附で新編された。翌年2月1日には第五艦隊が新編され支那方面艦隊に編入され、支那方面艦隊（第三艦隊、第四艦隊、第五艦隊）は連合艦隊に匹敵する大部隊となった。
支那方面艦隊に戦力が集中した状態を是正するため、1939年（昭和14年）11月15日附で第三艦隊は第一遣支艦隊に、第四艦隊は第三遣支艦隊に（同日附で中部太平洋を担当する第四艦隊を新編）、第五艦隊は第二遣支艦隊に改名した。支那方面艦隊は三個遣支艦隊を統轄したが、太平洋戦争開戦後は1942年（昭和17年）4月10日に第三遣支艦隊が、1943年（昭和18年）8月20日に第一遣支艦隊が解隊された。最終的に支那方面艦隊の麾下にあったのは第二遣支艦隊だけであった。1945年（昭和20年）9月9日、支那派遣軍は中華民国国民政府に降伏した。

## 沿革

### 新編
連合艦隊と同様、支那方面艦隊は複数の艦隊で編成された日本海軍の大陸駐留部隊である。日露戦争の講和が成立し、中国大陸、特に長江沿岸に日本人が進出するようになると、邦人の生命と権益を守るため日本海軍は1905年（明治38年）12月20日に南清艦隊を編成した。南清艦隊は、辛亥革命勃発にあわせて戦力を強化し、1908年（明治41年）12月24日に第三艦隊へ改名した。第一次世界大戦が勃発した際に中華民国政府が中立を宣言したため、一部の河川砲艦は上海で武装解除され、巡洋艦は内地へ撤収した。
1917年（大正6年）8月14日、中華民国も中立を撤回し連合軍側陣営として第一次世界大戦に参戦する、武装解除されていた砲艦は警備行動を再開した。12月14日、防護巡洋艦千代田と砲艦4隻で第七戦隊が新編され、第三艦隊に編入された。第七戦隊は1918年（大正7年）8月14日に遣支艦隊と改名して独立艦隊となり、さらに翌1919年（大正8年）8月9日に第一遣外艦隊と改名された。第一遣外艦隊は主に上海を拠点として、華中沿海および長江を行動範囲としていた。さらに華北あるいは華南沿岸で行動するために、1927年（昭和2年）5月6日に第二遣外艦隊を新編した。
1932年（昭和7年）1月に第一次上海事変が勃発する。2月2日、日本海軍は第一遣外艦隊、第三戦隊、第一水雷戦隊、第一航空戦隊、上海特別陸戦隊をもって第三艦隊（司令長官野村吉三郎中将、旗艦「出雲」）を編制した。5月5日、上海停戦協定が成立した。上海特別陸戦隊は引き続き上海防衛のため常駐し、10月に常設部隊化された。1933年（昭和8年）4月20日附で第二遣外艦隊は解隊された。5月20日附で第一遣外艦隊は解隊され、第三艦隊（第十戦隊、第十一戦隊、第五水雷戦隊）となった。
1937年（昭和12年）7月7日の盧溝橋事件を引き金に日中戦争（支那事変）が勃発したため、海軍は駐留部隊の大増強を実施した。そのため、10月までに駐留部隊は3個戦隊・3個水雷戦隊・5個航空戦隊にまで膨張することになり、従来の第三艦隊の統率能力を大幅に上回る。そこで従来の第三艦隊から、外洋作戦をおこなえる戦力を抽出して第四艦隊（司令長官豊田副武中将）を新設し、この第三艦隊と第四艦隊を統率するため新たな艦隊を編制することになった。同年10月20日、第四艦隊の新編と共に支那方面艦隊が新編され、支那方面艦隊は第三艦隊と第四艦隊を隷下においた。第三艦隊司令長官長谷川清中将は、第三艦隊司令長官と支那方面艦隊司令長官の兼任を命じられる。ここに連合艦隊に匹敵する大艦隊が誕生した。
支那方面艦隊と第三艦隊司令部は兼任であり、支那方面艦隊司令長官は長谷川清海軍中将（第三艦隊司令長官兼務）、支那方面艦隊参謀長に杉山六蔵少将（引き続き第三艦隊参謀長兼任）、以下司令部参謀に、参謀副長草鹿龍之介、松田千秋、高田利種、大野竹二、樋端久利雄など後の太平洋戦争で活躍した錚々たる人物が配属された。
1938年（昭和13年）2月1日には、増援第2陣として第五艦隊（司令長官塩沢幸一中将）が編制され、支那方面艦隊は三個艦隊を指揮することになった。上海を拠点に長江流域を担当する第三艦隊（軍隊区分においては中支部隊）、青島を拠点に華北沿岸を担当する第四艦隊（軍隊区分においては北支部隊）、廈門から広州・香港方面の攻略を伺う第五艦隊（軍隊区分においては南支部隊）と、エリア別に分担されている。この時点の日本海軍は、連合艦隊（第一艦隊、第二艦隊）、支那方面艦隊（第三艦隊、第四艦隊、第五艦隊）、練習艦隊という編成であった。
同年4月25日、支那方面艦隊司令長官は長谷川清中将から及川古志郎中将に交代した。
1939年（昭和14年）2月初旬、第五艦隊（司令長官近藤信竹中将）を基幹とする海南島攻略作戦「Ｙ作戦」が実施され、日本軍は海南島を占領した。3月30日、日本政府は新南群島（南沙諸島）の領有を宣言し、米・仏・英との対立は一層深まった。10月23日、支那方面艦隊参謀長は草鹿少将から井上成美少将に交代する。

### 縮小
支那方面艦隊に戦力が集中していることを憂慮した軍令部は、支那方面艦隊から従来の三個艦隊を除き「支那方面艦隊ハ本事変中対支作戦（警備）ニ専念セシムルノ要アルハ勿論　近キ将来ニ於テ第三国ト開戦スル場合ト雖モ　対支警備並ニ処理上其ノ大部ヲ支那方面ニ常駐スルノ要アルモノト認ム　従ッテ聯合艦隊ト別個ノ艦隊トシ　且其ノ内容ヲ実情ニ即セシムルヲ主眼トシ編制スルヲ要ス」と結論づけた。さしあたり第四艦隊を独立艦隊とし、第三艦隊・第五艦隊・第六艦隊は有事の際に新編することになった。
1939年（昭和14年）11月15日附で実施された編制替で、支那方面艦隊（司令長官及川古志郎大将）隷下の三コ艦隊は次のように部隊名称を変更した。
- 第三艦隊[注 1] ⇒ 第一遣支艦隊（1CF）
- 第四艦隊[注 2] ⇒ 第三遣支艦隊（3CF）
- 第五艦隊[注 3] ⇒ 第二遣支艦隊（2CF）

一方で、第一根拠地隊を上海方面根拠地隊に改編、第一聯合特別陸戦隊・横一特・佐世五特を統合して青島方面特別根拠地隊を新編、第二根拠地隊と第三防備隊で広東方面特別根拠地隊を新編、第三根拠地隊・横二特・第一防備隊で厦門方面特別根拠地隊を新編、第四根拠地隊を海南島根拠地隊へ改編、第四防備隊を漢口方面特別根拠地隊に改編するなど、陸上戦力を大幅に増強した。
1940年（昭和15年）5月1日、支那方面艦隊司令長官は及川中将から嶋田繁太郎中将に交代した。嶋田長官は「自分の任期中に支那事変を片付けたい」「支那事変を解決しないまま武力南進を行うのは危険」との認識であった。支那方面艦隊は援蒋物資補給ルートを遮断するため、海上封鎖を強化した。また重慶爆撃など、支那方面艦隊麾下の航空部隊は中国大陸各地に航空作戦を実施した。7月15日には漢口基地に最新鋭の零式艦上戦闘機が進出し、8月19日に初出撃、9月13日に初戦果をあげた。
9月中旬以降の北部仏印進駐における支那方面艦隊（司令長官嶋田繁太郎大将）は、航空部隊と海上兵力が海路進駐する日本陸軍部隊の護衛をおこなった。同年末から1941年（昭和16年）1月にかけてタイ国とフランス間で国境紛争が勃発した。支那方面艦隊隷下の第二遣支艦隊と連合艦隊より派遣された戦力をもって「対仏印威力顕示作戦/S作戦」が実施された。
1941年（昭和16年）の劈頭から、海軍は対米英戦に備えて連合艦隊の増強を開始した。支那方面艦隊（三個遣支艦隊）が大陸で用いていた航空部隊の大多数も徐々に縮小され、第十一航空艦隊新編（1941年1月15日）のために引き抜かれた。ただし南進作戦が本格化する9月まで第十一航空艦隊は支那方面艦隊の指揮下にあり、中国大陸各地への爆撃や南部仏印進駐作戦の支援をおこなった。
また海南島の重要性を考慮して、同年4月10日に海南島根拠地隊を海南警備府（司令長官谷本馬太郎中将。3コ特別陸戦隊、水雷隊1、防備隊2）に改編して支那方面艦隊に編入した。同時に、支那方面艦隊に属する軍艦および有力な特設艦船を連合艦隊に振り向け、同年4月10日附で第三艦隊（司令長官高橋伊望中将）が新編された。南部仏印進駐作戦の間、6月上旬から9月上旬まで「海峡部隊」の名称で支那方面艦隊の指揮下にはいった。
同年7月下旬の南部仏印進駐では、支那方面艦隊隷下の第二遣支艦隊（司令長官新見政一中将）が「ふ」号作戦部隊を指揮して、進駐作戦を実施した。なお南部仏印進駐後に第二遣支艦隊が同方面を担当するのは不適当とされ、同年7月31日に新編された南遣艦隊が南部仏印方面の警備を担当した。以後、支那方面艦隊が南方作戦について直接関与することは無かった。
9月1日、日本海軍は全面的に戦時編制へ移行し、第十一航空艦隊などは原隊に復帰した。9月15日には第12航空隊と第14航空隊も解隊され、支那方面艦隊附属航空隊（艦戦3、艦攻6）だけが支那方面艦隊の航空兵力となった。太平洋戦争開戦時の支那方面艦隊は引き続き三個遣支艦隊を擁していたが、新編時に保有していた重巡洋艦や軽巡洋艦や基地航空部隊などの戦力は連合艦隊に供出し終えており、守備隊的性格を強めていた。軍隊区分は、上海方面部隊（上海方面根拠地隊、支那方面艦隊附属航空部隊）、揚子江部隊（第一遣支艦隊）、北支部隊（第三遣支艦隊）、南支部隊（第二遣支艦隊）、海南部隊（海南警備府部隊）、附属部隊（直率の上海海軍特別陸戦隊、白沙、牟婁丸）であった。
支那方面艦隊が実施した香港攻略作戦が早期に終了すると、日本海軍は西太平洋全域に広がった戦線を補うため支那方面艦隊から戦力を引き抜きはじめた。ソロモン諸島の戦いが激化すると、ますますその傾向が強まった。
1942年（昭和17年）4月10日、第三遣支艦隊は解隊されて青島方面特別根拠地隊に縮小改変された。1943年（昭和18年）8月20日、第一遣支艦隊は解隊され、揚子江方面特別根拠地隊に降格した。最終的に、隷下部隊は第二遣支艦隊のみしか残っていない。また、海南島に駐留する陸上部隊は海南警備府発足とともに警備府へ剥ぎ取られた。終戦時に支那方面艦隊が指揮していたのは1個艦隊・3個根拠地隊・上海特別陸戦隊にまで減少した。
1945年（昭和20年）9月9日、南京市にて降伏式がおこなわれ、支那派遣軍総司令官岡村寧次陸軍大将が降伏文書に調印、支那方面艦隊司令長官福田良三中将も列席した。9月10日、支那方面艦隊司令部は中国戦区日本海軍総連絡部と改称した。終戦処理を終えた1946年（昭和21年）7月4日に解消し、ここにすべての活動を終えた。

## 歴代司令長官
1. 長谷川清大将　1937年10月20日～
2. 及川古志郎中将　1938年4月25日～
3. 嶋田繁太郎中将　1940年5月1日～
4. 古賀峯一中将　1941年9月1日～
5. 吉田善吾大将　1942年11月10日～
6. 近藤信竹大将　1943年12月1日～
7. 福田良三中将　1945年5月15日～1945年11月30日

## 歴代参謀長
1. 杉山六蔵少将　1937年10月20日～
2. 草鹿任一少将　1938年4月25日～
3. 井上成美中将　1939年10月23日～
4. 大川内傳七中将　1940年10月1日～
5. 田結穣少将　1942年3月16日～
6. 宇垣完爾少将　1943年9月1日～
7. 左近允尚正中将　1944年12月15日～1945年11月30日

## 編制

### 1937年12月1日　第三・第四艦隊再編時の編制
- 第三艦隊・・・長谷川清中将（支那方面艦隊司令長官兼任）[31]
  - 直属：出雲
    - 上海海軍特別陸戦隊・・・大川内傳七少将
    - 第1根拠地隊・・・園田滋少将

  - 第10戦隊：天龍、龍田・・・藤森清一郎少将
  - 第11戦隊：安宅、鳥羽、勢多、比良、保津、堅田、熱海、二見、栗、栂、蓮・・・近藤英次郎少将
  - 第4水雷戦隊：木曾・・・細萱戊子郎少将[注 4]
    - 第6駆逐隊：響、雷、電・・・伏見宮博義王中佐
    - 第10駆逐隊：狭霧、漣、暁・・・板垣盛大佐
    - 第1水雷隊：鴻、鵯、隼、鵲・・・渋谷紫郎中佐

  - 第1連合航空隊・・・戸塚道太郎少将[注 5]
  - 第2連合航空隊・・・三並貞三少将
  - 第3航空戦隊：神威、香久丸、神川丸・・・寺田幸吉少将[注 6]
- 第四艦隊・・・豊田副武中将
  - 直属：足柄、厳島
    - 第15駆逐隊：萩、藤、薄、蔦

  - 第9戦隊：妙高、多摩・・・小林宗之助中将
  - 第5水雷戦隊：長良・・・後藤英次少将
    - 第3駆逐隊：汐風、島風、帆風・・・藤田俊造中佐
    - 第16駆逐隊：朝顔、夕顔、芙蓉、刈萱・・・島崎利雄中佐
    - 第23駆逐隊：菊月、三日月、望月、夕月・・・高橋一松中佐

  - 第3潜水戦隊：球磨・・・鋤柄玉造少将 [注 7]
  - 第9潜水隊：伊23、伊24・・・司令仁科宏造中佐
    - 第13潜水隊：伊21、伊22

  - 第4航空戦隊：能登呂、衣笠丸・・・鮫島具重少将[注 8]

### 1939年11月15日　三コ遣支艦隊新編時の編制
- 支那方面艦隊・・・司令長官及川古志郎大将[6]
  - 附属[81]
    - 第13戦隊：飛鳥、栗、梅、蓮、第13砲艦隊、第14砲艦隊、第15砲艦隊
    - 上海方面根拠地隊：工作艦朝日、第一砲艇隊、第二砲艇隊、上海港務部
    - 第二聯合航空隊：第12航空隊、第13航空隊
    - 上海海軍特別陸戦隊
    - 海防艦出雲（支那方面艦隊旗艦）、敷設艦勝力、舟山島基地隊、南京基地隊、神川丸、第36共同丸、朝日丸、弁婁丸
- 第一遣支艦隊（旧第三艦隊）・・・司令長官谷本馬太郎中将
  - 第11戦隊：安宅、勢多、堅田、比良、保津、鳥羽、熱海、二見、伏見、隅田、橋立
  - 附属：漢口方面特別根拠地隊、九江基地隊
- 第二遣支艦隊（旧第五艦隊）・・・司令長官高須四郎中将
  - 第15戦隊
    - 重巡洋艦鳥海
    - 第5駆逐隊：朝風、春風、松風、旗風
    - 第21駆逐隊：初春、子日、初霜、若葉

  - 附属
    - 海南島根拠地隊：横須賀鎮守府第四特別陸戦隊、佐世保鎮守府第八特別陸戦隊、第15防備隊、第16防備隊、水雷艇鷺
    - 第3聯合航空隊：第14航空隊、第15航空隊
    - 広東方面特別根拠地隊
    - 厦門方面特別根拠地隊
    - 第12掃海隊、水上機母艦千代田、砲艦嵯峨、第7号掃海艇、第8号掃海艇
- 第三遣支艦隊（旧第四艦隊）・・・司令長官野村直邦中将
  - 第12戦隊
    - 水上機母艦瑞穂、特設水雷母艦首里丸
    - 第21水雷隊：千鳥、真鶴、友鶴、初雁

  - 附属
    - 青島方面特別根拠地隊

### 1941年12月10日　太平洋戦争開戦時の編制
- 第一遣支艦隊・・・小松輝久中将
  - 宇治、安宅、勢多、堅田、比良、保津、熱海、二見、伏見、隅田
  - 附属：漢口方面特別根拠地隊、九江基地隊
- 第二遣支艦隊・・・新見政一中将
  - 第15戦隊：五十鈴、嵯峨、橋立
  - 鵯、鵲
  - 第4掃海隊
  - 附属：広東方面特別根拠地隊、厦門方面特別根拠地隊
- 第三遣支艦隊・・・杉山六蔵中将
  - 磐手
  - 第11水雷隊：雉、雁
  - 附属：青島方面特別根拠地隊、首里丸
- 海南警備府部隊（海南島）・・・砂川兼雄中将
  - 第1水雷隊：鴻、隼
  - 海南警備府
  - 横須賀鎮守府第4特別陸戦隊、舞鶴鎮守府第1特別陸戦隊、佐世保鎮守府第8特別陸戦隊
  - 第15、16警備隊、海南通信隊
- 上海方面根拠地隊
  - 鳥羽
  - 栗、栂、蓮
  - 日本海丸、第13、14砲艦隊、第1、2砲艇隊
  - 舟山島警備隊、南京警備隊、上海港務部、上海海軍特別陸戦隊
- 附属：出雲、牟婁丸、白沙

### 1942年7月14日　ミッドウェー海戦後の編制
- 第一遣支艦隊・・・牧田覚三郎中将
  - 宇治、安宅、勢多、樫田、比良、保津、熱海、二見、伏見、隅田
  - 附属：漢口警備隊、九江警備隊
- 第二遣支艦隊・・・原清中将
  - 嵯峨、橋立、鵯、鵲
  - 香港方面特別根拠地隊
  - 附属：厦門警備隊
- 海南警備府部隊・・・砂川兼雄中将
  - 鴻
  - 海南警備府
  - 横須賀鎮守府第4特別陸戦隊、舞鶴鎮守府第1特別陸戦隊、佐世保鎮守府第8特別陸戦隊
  - 第15、16警備隊
- 上海方面根拠地隊
  - 鳥羽
  - 栗、栂、蓮
  - 第13、14砲艦隊、第1、2砲艇隊
  - 舟山島警備隊、南京警備隊、上海港務部、上海海軍特別陸戦隊
- 青島方面特別根拠地隊　　　※旧第三遣支艦隊
  - 雉
  - 首里丸、日本海丸
- 附属：出雲、多々良、牟婁丸、白沙

### 1944年4月1日　戦時編制制度改定後の編制
- 第二遣支艦隊・・・副島大助中将
  - 嵯峨、橋立、舞子、初雁
  - 香港方面特別根拠地隊
  - 厦門方面特別根拠地隊
- 海南警備府部隊・・・松木益吉中将
  - 第254海軍航空隊
  - 海南警備府
  - 横須賀鎮守府第4特別陸戦隊、舞鶴鎮守府第1特別陸戦隊、佐世保鎮守府第8特別陸戦隊
  - 第15、16警備隊
- 上海方面根拠地隊
  - 鳥羽、安宅、宇治、興津
  - 栗、栂、蓮
  - 第14砲艦隊
  - 舟山島警備隊、南京警備隊、上海港務部、上海海軍特別陸戦隊
- 揚子江方面特別根拠地隊　　　※旧第一遣支艦隊
  - 須磨、多々良、勢多、堅田、保津、熱海、二見、伏見、隅田、比良、鳴海
  - 九江警備隊
- 青島方面特別根拠地隊
  - 首里丸
- 附属：第256海軍航空隊、白砂

### 1944年8月15日　マリアナ沖海戦後の編制
- 第二遣支艦隊・・・副島大助中将
  - 嵯峨、舞子、初雁
  - 香港方面特別根拠地隊
  - 厦門方面特別根拠地隊
- 海南警備府部隊・・・松木益吉中将
  - 第254海軍航空隊
  - 海南警備府
  - 横須賀鎮守府第4特別陸戦隊、舞鶴鎮守府第1特別陸戦隊、佐世保鎮守府第8特別陸戦隊
  - 第15、16警備隊
- 上海海軍特別陸戦隊
- 上海方面根拠地隊
  - 鳥羽、安宅、宇治、興津
  - 栗、栂、蓮
  - 舟山島警備隊、南京警備隊、上海港務部
- 揚子江方面特別根拠地隊
  - 須磨、多々良、勢多、堅田、保津、熱海、二見、伏見、隅田、比良、鳴海
  - 九江警備隊
- 青島方面特別根拠地隊
  - 首里丸
- 附属：第256海軍航空隊

### 1945年6月1日　最終時の編制
- 第二遣支艦隊 司令長官:藤田類太郎中将
  - 香港方面特別根拠地隊　司令官:大熊譲少将 　砲艦:舞子、水雷艇:初雁
  - 厦門方面特別根拠地隊　司令官:原田清一中将  掃海艇:第102号掃海艇
  - 海南警備府部隊　司令長官:伍賀啓次郎中将
  - 海南警備府
  - 横須賀鎮守府第4特別陸戦隊
  - 舞鶴鎮守府第1特別陸戦隊
  - 佐世保鎮守府第8特別陸戦隊
  - 第15警備隊
  - 第16警備隊
  - 海南海軍施設部　司令官:辺見尚義技術大佐
  - 第一海軍施設部　司令官:藤田敬一技術大佐
  - 上海海軍特別陸戦隊　司令官:勝野実少将　
  - 上海方面特別根拠地隊　司令官:森徳治少将　
  - 舟山島警備隊　
  - 南京警備隊　
  - 上海港務部　
  - 揚子江方面特別根拠地隊　司令官:澤田虎夫中将
  - 第21砲艦隊　砲艦:鳥羽、安宅
  - 第23砲艦隊　砲艦:宇治、興津
  - 第24砲艦隊　駆逐艦:栗、蓮
  - 九江警備隊   　 　
  - 青島方面特別根拠地隊　司令官:金子繁治中将
  - 第324設営隊　第108号輸送艦　第144号輸送艦
  - 第3213設営隊
  - 中支那海軍航空隊　司令官:梅崎卯之助大佐　戦闘機×52機
- 所属艦艇
- 駆逐艦2隻
- 砲艦5隻
- 水雷艇1隻
- 掃海艇1隻
- 輸送艦2隻
- 他軍艦14隻
- 輸送船20隻
- 支援船2隻